# Obwód sachaliński (Imperium Rosyjskie)
Obwód sachaliński (ros. Сахалинская область) – jednostka administracyjna Imperium Rosyjskiego w Syberii wschodniej, utworzona 17 czerwca?/30 czerwca 1909 poprzez wydzielenie ze składu obwodu nadmorskiego północnej części terytorium Sachalinu (okręgi: aleksandrowski i  tymowski), należącej do Rosji. W 1914 wydzielono z kolei z obwodu nadmorskiego okręg udski (stolica Nikołajewsk), który został przyłączony do obwodu sachalińskiego, tworząc w latach 1914–1920 jego część kontynentalną. 
Stolicą obwodu był Aleksandrowsk. Obwód wchodził w skład generał-gubernatorstwa nadamurskiego. Obwód dzielił się na okręgi: aleksandrowski, tymowski, od 1914 również udski (kontynentalny). Powierzchnia obwodu (1914) – 162 588 wiorst², ludność – 33 500 mieszkańców, z czego w  miastach 8 595.
Po pokonaniu przez Armię Czerwoną wojsk Białych admirała Aleksandra Kołczaka i zajęciu całej Syberii, obwód sachaliński został zlikwidowany jako samodzielna jednostka administracyjna. W kwietniu 1920 został okupowany przez wojska japońskie, zaś formalnie włączono go do marionetkowej Republiki Dalekiego Wschodu, istniejącej do 1922, gdy została wcielona do RFSRR. Wojska japońskie opuściły terytorium kontynentalne obwodu w 1922, północną część wyspy Sachalin w 1925. Obecnie historyczne terytorium obwodu wchodzi w skład Kraju Nadmorskiego, Kraju Chabarowskiego i obwodu sachalińskiego Federacji Rosyjskiej.